# Бедень (Вилча)
Бедень, Бедені (рум. Bădeni) — село у повіті Вилча в Румунії. Входить до складу комуни Денічей.
Село розташоване на відстані 141 км на захід від Бухареста, 23 км на південь від Римніку-Вилчі, 80 км на північний схід від Крайови, 124 км на південний захід від Брашова.

## Населення
За даними перепису населення 2002 року у селі проживали 214 осіб, усі — румуни. Усі жителі села рідною мовою назвали румунську.